# Max Purcell
Max Purcell (ur. 3 kwietnia 1998 w Sydney) – australijski tenisista, zwycięzca Wimbledonu 2022 w grze podwójnej.

## Kariera tenisowa
Występując jeszcze w gronie juniorów, podczas Australian Open 2016 osiągnął ćwierćfinał gry pojedynczej i półfinał gry podwójnej.
Grając już jako zawodowiec, Purcell wywalczył w zawodach rangi ATP Challenger Tour pięć tytułów w grze pojedynczej oraz piętnaście w grze podwójnej.
W zawodach ATP Tour osiągnął jeden singlowy finał oraz wygrał siedem deblowych turniejów  z czternastu osiągniętych finałów.
W drabince głównej wielkoszlemowych rozgrywek singlowych zadebiutował podczas Australian Open 2020. W tym samym turnieju awansował do finału zawodów gry podwójnej. Razem z partnerującym mu Lukiem Saville’em w meczu mistrzowskim przegrali z deblem Rajeev Ram–Joe Salisbury wynikiem 4:6, 2:6. W styczniu 2022 roku ponownie osiągnął finał debla podczas Australian Open. Tym razem wspólnie z Matthew Ebdenem przegrali w nim 5:7, 4:6 z parą Thanasi Kokkinakis–Nick Kyrgios. Pół roku później razem z Ebdenem awansowali też do meczu o tytuł na kortach Wimbledonu. Pokonali w nim Nikolę Mekticia i Mate Pavicia 7:6(5), 6:7(3), 4:6, 6:4, 7:6(10–2).
W rankingu gry pojedynczej najwyżej był na 40. miejscu (16 października 2023), a w klasyfikacji gry podwójnej na 19. pozycji (15 lipca 2024).

### Historia występów wielkoszlemowych
Legenda
     W, wygrany turniej
     F, przegrana w finale
     SF, przegrana w półfinale
     QF, przegrana w ćwierćfinale
     xR, przegrana w x rundzie
     Qx, przegrana w x rundzie kwalifikacji
     A, brak startu
     NH, turniej nie odbył się

#### Występy w grze pojedynczej
| Australian Open | A   | Q1  | Q1  | Q1  | 1R  | Q2  | Q2  | 1R  | 2R  | 0 / 3  | 1 – 3  |  |  |  |
| French Open     | A   | A   | A   | A   | Q2  | A   | Q1  | 2R  | 1R  | 0 / 2  | 1 – 2  |  |  |  |
| Wimbledon       | A   | A   | Q1  | A   | NH  | A   | 1R  | 1R  | 1R  | 0 / 3  | 0 – 3  |  |  |  |
| US Open         | A   | A   | Q1  | Q2  | A   | 1R  | Q2  | 1R  |     | 0 / 2  | 0 – 2  |  |  |  |
|                 |     |     |     |     |     |     |     |     |     |        |        |  |  |  |
| Bilans spotkań  | 0–0 | 0–0 | 0–0 | 0–0 | 0–1 | 0–1 | 0–1 | 1–4 | 1–3 | 0 / 10 | 2 – 10 |  |  |  |

#### Występy w grze podwójnej
| Australian Open | A   | 1R  | 2R  | 1R  | F   | 2R  | F    | 2R  | 2R  | 0 / 8  | 14 – 8  |  |  |  |
| French Open     | A   | A   | A   | A   | 1R  | 3R  | 1R   | 2R  | 3R  | 0 / 5  | 5 – 5   |  |  |  |
| Wimbledon       | A   | A   | A   | 1R  | NH  | 3R  | W    | 3R  | F   | 1 / 5  | 10 – 3  |  |  |  |
| US Open         | A   | A   | A   | A   | 1R  | QF  | 3R   | 1R  |     | 0 / 4  | 5 – 4   |  |  |  |
|                 |     |     |     |     |     |     |      |     |     |        |         |  |  |  |
| Bilans spotkań  | 0–0 | 0–1 | 1–1 | 0–2 | 5–3 | 8–4 | 13–3 | 4–4 | 8–3 | 1 / 22 | 39 – 21 |  |  |  |

### Finały w turniejach ATP Tour
| Legenda                                      |
| -------------------------------------------- |
| Wielki Szlem                                 |
| Igrzyska olimpijskie                         |
| Tennis Masters Cup / ATP Finals              |
| ATP Masters Series / ATP Tour Masters 1000   |
| ATP International Series Gold / ATP Tour 500 |
| ATP International Series / ATP Tour 250      |

#### Gra pojedyncza (0–1)
| Końcowy wynik | Nr | Data            | Turniej    | Nawierzchnia | Przeciwnik   | Wynik finału |
| ------------- | -- | --------------- | ---------- | ------------ | ------------ | ------------ |
| Finalista     | 1. | 29 czerwca 2024 | Eastbourne | Trawiasta    | Taylor Fritz | 4:6, 3:6     |

#### Gra podwójna (7–7)
| Końcowy wynik | Nr | Data                 | Turniej                    | Nawierzchnia  | Partner          | Przeciwnicy                          | Wynik finału                        |
| ------------- | -- | -------------------- | -------------------------- | ------------- | ---------------- | ------------------------------------ | ----------------------------------- |
| Finalista     | 1. | 2 lutego 2020        | Australian Open, Melbourne | Twarda        | Luke Saville     | Rajeev Ram Joe Salisbury             | 4:6, 2:6                            |
| Finalista     | 2. | 1 listopada 2020     | Nur-Sułtan                 | Twarda (hala) | Luke Saville     | Sander Gillé Joran Vliegen           | 5:7, 3:6                            |
| Finalista     | 3. | 29 stycznia 2022     | Australian Open, Melbourne | Twarda        | Matthew Ebden    | Thanasi Kokkinakis Nick Kyrgios      | 5:7, 4:6                            |
| Zwycięzca     | 1. | 9 kwietnia 2022      | Houston                    | Ceglana       | Matthew Ebden    | Ivan Sabanov Matej Sabanov           | 6:3, 6:3                            |
| Finalista     | 4. | 12 czerwca 2022      | ’s-Hertogenbosch           | Trawiasta     | Matthew Ebden    | Wesley Koolhof Neal Skupski          | 6:4, 5:7, 6–10                      |
| Zwycięzca     | 2. | 9 lipca 2022         | Wimbledon, Londyn          | Trawiasta     | Matthew Ebden    | Nikola Mektić Mate Pavić             | 7:6(5), 6:7(3), 4:6, 6:4, 7:6(10–2) |
| Zwycięzca     | 3. | 9 kwietnia 2023      | Houston                    | Ceglana       | Jordan Thompson  | Julian Cash Henry Patten             | 4:6, 6:4, 10–5                      |
| Finalista     | 5. | 23 lipca 2023        | Newport                    | Twarda        | William Blumberg | Nathaniel Lammons Jackson Withrow    | 3:6, 7:5, 5–10                      |
| Finalista     | 6. | 30 lipca 2023        | Atlanta                    | Twarda        | Jordan Thompson  | Nathaniel Lammons Jackson Withrow    | 6:7(3), 6:7(4)                      |
| Zwycięzca     | 4. | 22 października 2023 | Kōtō (Tokio)               | Twarda        | Rinky Hijikata   | Jamie Murray Michael Venus           | 6:4, 6:1                            |
| Zwycięzca     | 5. | 11 lutego 2024       | Dallas                     | Twarda (hala) | Jordan Thompson  | William Blumberg Rinky Hijikata      | 6:4, 2:6, 10–8                      |
| Zwycięzca     | 6. | 24 lutego 2024       | Los Cabos                  | Twarda        | Jordan Thompson  | Gonzalo Escobar Ołeksandr Nedowiesow | 7:5, 7:6(2)                         |
| Zwycięzca     | 7. | 7 kwietnia 2024      | Houston                    | Ceglana       | Jordan Thompson  | William Blumberg John Peers          | 7:5, 6:1                            |
| Finalista     | 7. | 13 lipca 2024        | Wimbledon, Londyn          | Trawiasta     | Jordan Thompson  | Harri Heliövaara Henry Patten        | 7:6(7), 6:7(8), 6:7(9)              |

### Zwycięstwa w turniejach ATP Challenger Tour w grze pojedynczej
| Końcowy wynik | Nr | Data           | Turniej    | Nawierzchnia | Przeciwnik                | Wynik finału           |
| ------------- | -- | -------------- | ---------- | ------------ | ------------------------- | ---------------------- |
| Zwycięzca     | 1. | 24 lipca 2016  | Gimcheon   | Twarda       | Andrew Whittington        | 3:6, 7:6(6), 5:1 krecz |
| Zwycięzca     | 2. | 18 lipca 2021  | Nur-Sułtan | Twarda       | Jay Clarke                | 3:6, 6:4, 7:6(6)       |
| Zwycięzca     | 3. | 19 lutego 2023 | Ćennaj     | Twarda       | Nicolas Moreno de Alboran | 5:7, 7:6(2), 6:4       |
| Zwycięzca     | 4. | 26 lutego 2023 | Bengaluru  | Twarda       | James Duckworth           | 3:6, 7:5, 7:6(5)       |
| Zwycięzca     | 5. | 5 marca 2023   | Pune       | Twarda       | Luca Nardi                | 6:2, 6:3               |